# Louise Forestier

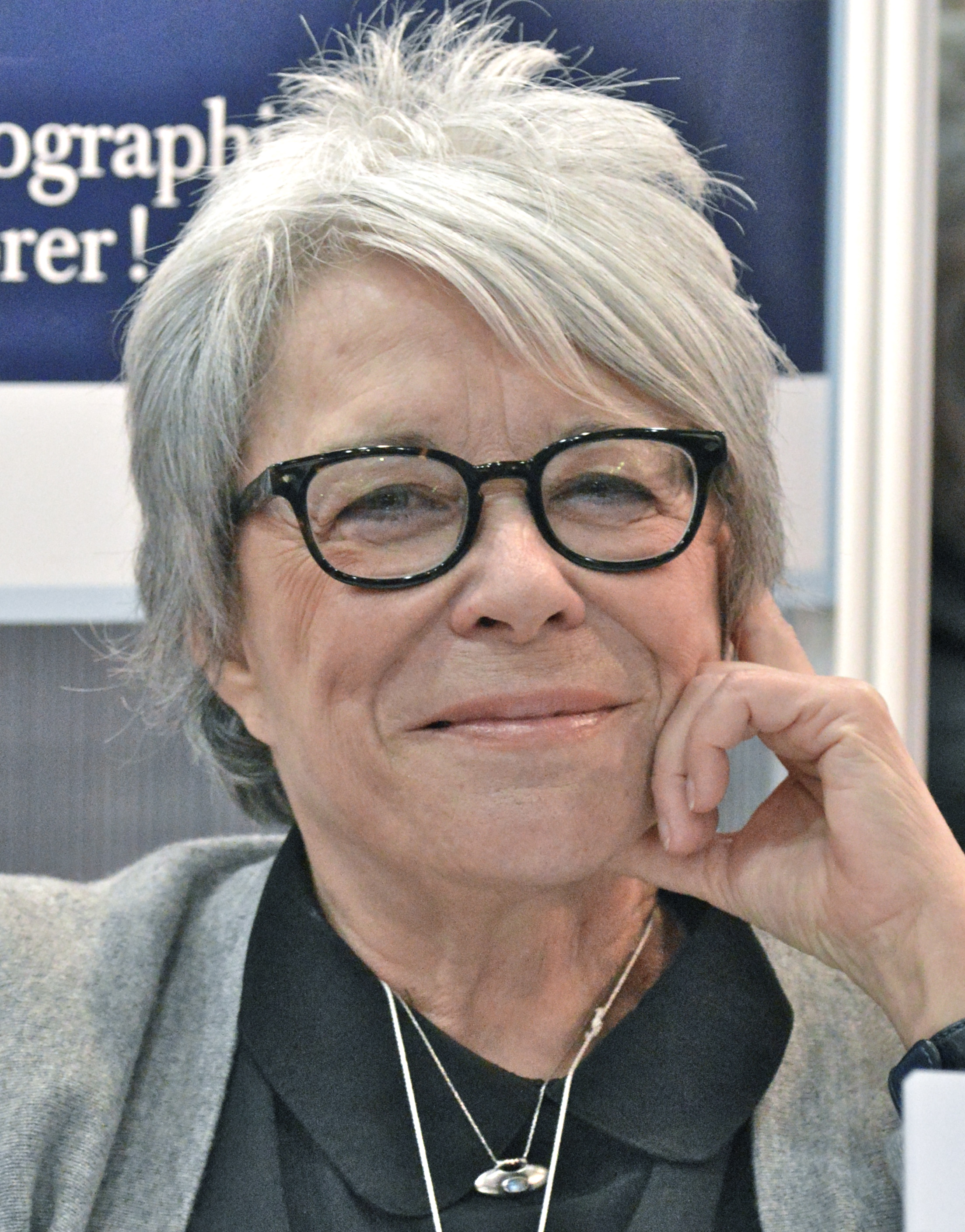
Louise Forestier (2013)

Louise Forestier (* 10. August 1943 in Shawinigan/Québec) ist eine kanadische Singer-Songwriterin und Schauspielerin.

## Leben
Forestier besuchte die National Theatre School in Montreal. Als Sängerin wurde sie bekannt, als sie 1966 die Renée Claude Trophy des Le Patriote gewann und im Programm Jeunesse obliege der CBC als Entdeckung des Jahres geehrt wurde. Einem großen Publikum wurde sie in den Revuen L'Osstidcho (1968) und L'Osstidchomeurt (1969, mit Robert Charlebois, Yvon Deschamps und Claudine Monfette) vorgestellt. Mit Charlebois nahm sie den Titel Lindberg auf und unternahm 1969 eine Tournee durch Frankreich.
Nach Auftritten mit dem Pianisten Jacques Perron sang sie 1970 den Titelsong in Demain matin Montréal m'attend von Michel Tremblay und François Dompierre. Im Folgejahr hatte sie mit Charlebois einen Auftritt in einem Konzert des Orchestre symphonique de Montréal. 1972 hatte sie eine Rolle in Jacques Godbouts Film IXE-13. Daneben trat sie in den 1970er Jahren  regelmäßig im Fernsehen auf und präsentierte ihre Shows On est bien chez vous und Ben sûr que chu folle.
1976 unternahm Forestier zwei weitere Frankreichtourneen und gewann dort den Manteau d'Arlequin der Musikkritik als beste Interpretin französischer Chansons. 1978 war sie Teilnehmerin des Festival de la chanson francophone in Bourges und des International Song Festival in Sopot. 1980 sang sie die Rolle der Marie-Jeanne in der Rockoper Starmania von Michel Berger und Luc Plamondon. Zwei Jahre später produzierte Plamondon mit ihr die Show Je suis au rendez-vous. Mit der Truppe des Je suis au rendez-vous unternahm sie 1986 eine Tournee durch die UdSSR, wo sie Chansons von Jacques Brel sang. Mit La Passion selon Louise gewann sie 1987 einen Félix Award.
Bei den Francofolies de Montréal trat Forestier 1989 mit der belgischen Sängerin Maurane auf. In der Oper Nelligan von Michel Tremblay und André Gagnon hatte sie 1990 die Rolle der Mutter der Titelfigur Émile Nelligan. Als Filmschauspielerin wirkte sie u. a. an Michel Braults Les ordres (Ausnahmezutand, 1974), Jean-Guy Noëls Ti-Cul Tougas, ou, Le bout de la vie (1976), Gilles Carles La postière (1992), Manon Briands 2 secondes und an mehreren Fernsehfilmen und -serien mit. 2022 wurde sie als Chevalière des Order of Canada ausgezeichnet.